# Есперсен, Отто
Йенс О́тто Ха́рри Е́сперсен (дат. Jens Otto Harry Jespersen; 16 июля 1860, Раннерс — 30 апреля 1943, Копенгаген) — датский лингвист.

## Биография
Окончил Копенгагенский университет, затем продолжал образование в Оксфордском университете. В 1893—1925 годах — профессор английского языка в Копенгагенском университете.
Автор учебника английского языка (1895, выдержал 19 изданий), в основу которого положена живая разговорная речь. Своё понимание грамматики как живого и развивающегося целого он отразил в «Философии грамматики» (1924). Есперсен — автор «теории прогресса» в языке, согласно которой все языковые изменения направлены на облегчение условий коммуникации и потому прогрессивны. Создал проект международного искусственного языка новиаль, ранее участвовал в разработке идо.
Работы Есперсена оказали значительное влияние на развитие лингвистики XX века. Способствовал становлению датской лингвистической школы (среди его учеников, в частности, Луис Леонор Хаммерих), разработал фонетический алфавит Дания. В его честь назван цикл Есперсена, закон циклической грамматикализации и отбрасывания грамматических маркеров.
Отто Есперсен исследовал «Великий сдвиг гласных» и дал явлению это имя.
В 1938 году опубликовал автобиографию «Жизнь одного лингвиста» (дат. En sprogmands levned).

## Сочинения
- Lehrbuch der Phonetik. — Leipzig—Berlin, 1904. (нем.)
- Modern English grammar. — Vol. 1—7. — London, 1909-49. (англ.)
- Language, its nature, development and origin. — London, 1922. (англ.)
- An international language. — London, 1928. (англ.)
- Essentials of English Grammar. — [place unknown]., 1933. (англ.)
- Linguistica. — London, 1933. (англ.)

### В переводе на русский язык
- Есперсен О. Философия грамматики/ Пер. с англ. В. В. Пассека и С. П. Сафроновой; Под ред. и с предисл. Б. А. Ильиша. — М.: Изд-во иностранной литературы, 1958.
- То же. — М.: УРСС, 2002.